# Штрижак-Штейнер, Александр Залманович
Александр Залманович (Арон Зельманович) Штрижак-Штейнер (1894 — после 1941) — советский кинорежиссёр.

## Биография
Окончил Государственный техникум кинематографии (ВГИК). Режиссёр киностудии «Украинфильм». Пропал без вести в годы Великой Отечественной войны.

## Фильмография
- 1929 — Её путь (совм. с Д. Познанским)
- 1930 — Мальчик из табора
- 1931 — Звездоносцы
- 1934 — Моё (совм. с Д. Эрдманом)